# 烏靜彬
烏靜彬（1914年7月23日—1975年5月27日），字貞卿，結婚後取名梅德克·貴希乃，小名代格。熱河省卓索圖盟喀喇沁右翼旗（今內蒙古自治區赤峰市喀喇沁旗）人，民國三年農歷六月初一日生於北京，其父是喀喇沁扎萨克杜棱郡王貢桑諾爾布，後遠嫁新疆省烏訥恩素珠克圖盟南路舊土爾扈特卓哩克圖汗滿楚克札布，成為其嫡福晉，曾任制憲國民大會代表、第一屆立法委員。

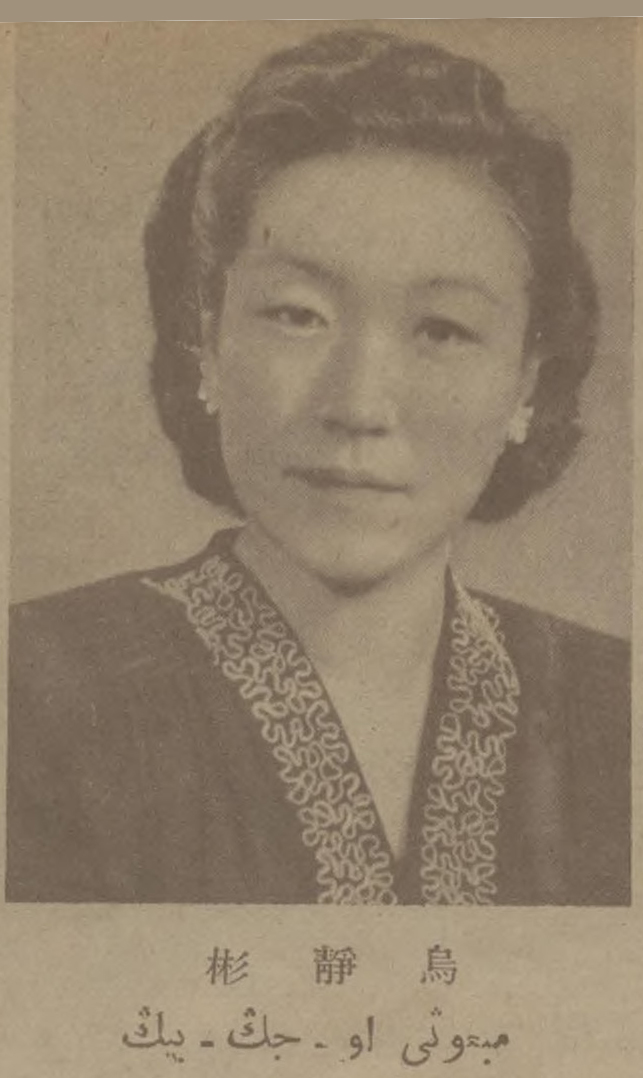
标记为“烏靜彬”的照片，实际为喬嘉甫

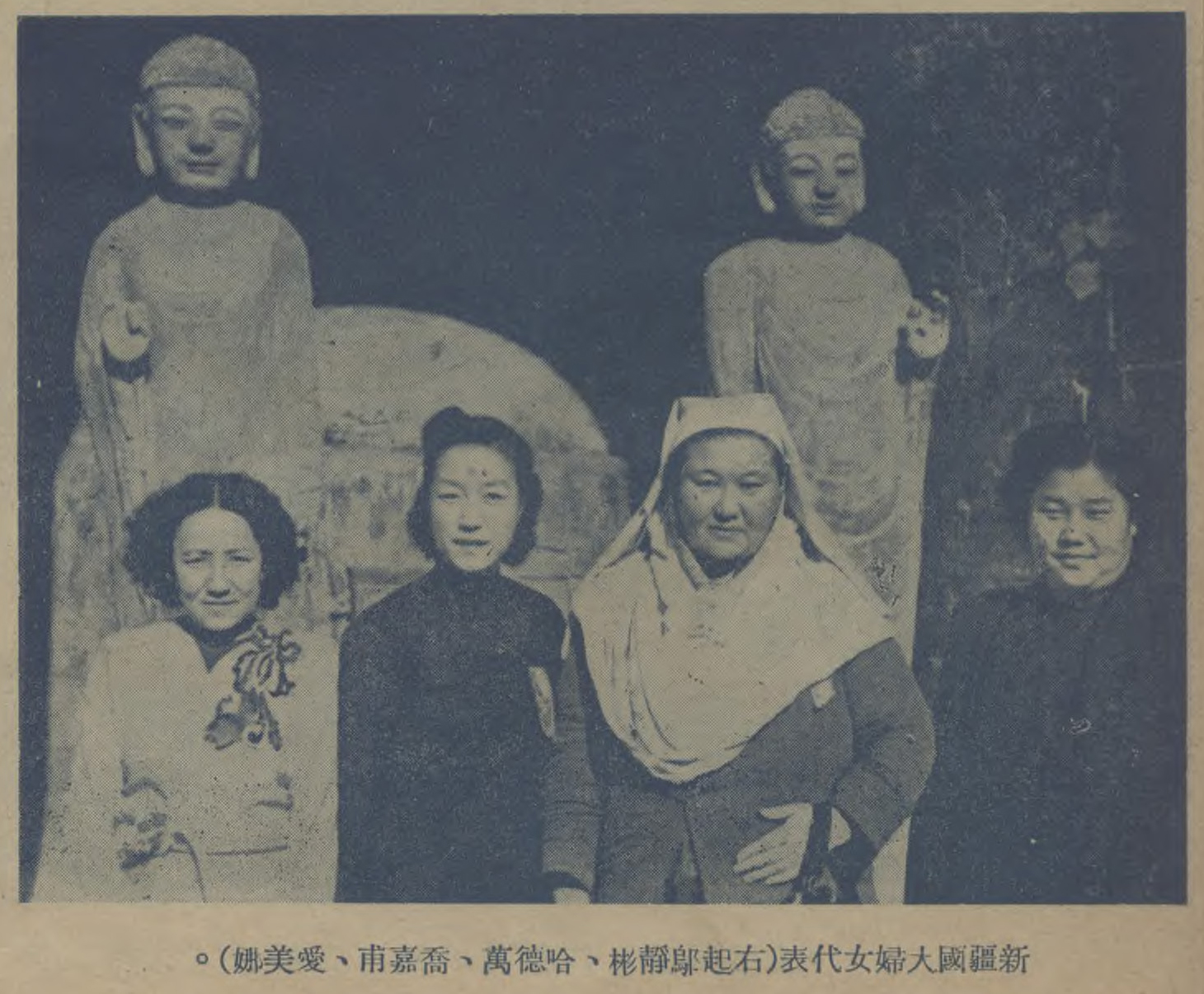
新疆國大婦女代表（右起）烏靜彬、哈德萬、喬嘉甫、愛美娜

## 生平[2][3][4][5][6]
- 民國十九年（1930年），嫁新疆舊土爾扈特烏訥恩素珠克圖南路盟汗王滿楚克札布
- 民國二十四年（1935年），入迪化女子中學，歷任班長、學生會會長、宣傳委員、新疆婦女協會委員、新疆民眾反帝聯合會婦女委員、衛生委員。
- 民國三十一年（1942年），加入中國國民黨
- 民國三十二年（1943年），女中改為新疆女子學院，就讀於文學系
- 民國三十五年（1946年）至民國三十六年（1947年），新疆省和靖縣縣長；焉耆行政公署副專員
- 民國三十六年（1947年）7月9日，新疆舊土爾扈特烏訥恩素珠克圖盟南路恢復，滿楚克札布任盟長，烏靜彬任副盟長。
- 民國三十七年（1948年），當選新疆青塞特奇勒圖盟選出之立法委員，出席立法院第一屆第一會期教育文化委員會、邊政委員會。
- 中國國民黨新疆省黨部執行委員
- 中國國民黨新疆省和靖縣黨部書記長
- 1950年，入中共中央新疆分局干校學習
- 1951年，在鎮壓反革命中被捕入獄，後出獄
- 1951年至1953年12月之間，在庫車、阿克蘇、拜城、喀什等南疆地區的農村進行減租反霸、土地改革運動、普選工作
- 後曾任新疆維吾爾自治區政協秘書長，新疆維吾爾自治區人民政府參事室參事
- 1970年至1972年，到干校養雞
- 1975年5月27日，病逝於乌鲁木齐

## 創辦王府私立蒙古小學[7]
- 民國廿九年（1940年），烏靜彬出資，在迪化開辦了一所王府私立蒙古小學，有男女學生150—200人，經濟來源由王府負責、蒙古農牧民群眾資助，該校堅持到1944年，後因經濟困難，另一方面學生中流行急性傳染病，使學生死了不少，烏靜彬一面上大學，另一方面參加各種政治活動，沒有可靠的人來管理學校的一切事務，因而停辦。
- 烏靜彬為開辦這所小學使蒙古族牧民子女上學學文化，幾乎把王府的財產用到傾家蕩產的境地，當時正是盛世才統治期閭， 在迪化地區供養二百學生上學讀書，確實不容易，烏靜彬這方面的確費了心，是值得敬佩的。
- 民國三十四年（1945年），烏靜彬從這些學生中選拔了5名學生，送往蘭州升學，又把名叫鄂日甫的學生保送北京大學，把金萍，巴也、克日甫等送往蘭州師範，金萍後曾任和靜縣政協副主席。